# Diamond Games 2015
Il Diamond Games 2015, ufficialmente BNP Paribas Fortis Diamond Games per motivi di sponsor, è un torneo femminile di tennis giocato sul cemento indoor. È l'8ª edizione del Proximus Diamond Games, che fa parte della categoria Premier nell'ambito del WTA Tour 2015. Il torneo si gioca allo Sportpaleis di Anversa, dal 9 al 15 febbraio 2015.
È la prima edizione del torneo dal 2008.

## Partecipanti

### Teste di serie
| Nazionalità | Giocatrice           | Ranking* | Testa di serie |
| ----------- | -------------------- | -------- | -------------- |
| Canada      | Eugenie Bouchard     | 7        | 1              |
| Germania    | Angelique Kerber     | 10       | 2              |
| Germania    | Andrea Petković      | 12       | 3              |
| Rep. Ceca   | Lucie Šafářová       | 15       | 4              |
| Spagna      | Carla Suárez Navarro | 17       | 5              |
| Slovacchia  | Dominika Cibulková   | 18       | 6              |
| Francia     | Alizé Cornet         | 19       | 7              |
| Rep. Ceca   | Karolína Plíšková    | 22       | 8              |

* Le teste di serie sono basate sul ranking al 2 febbraio 2015

### Altre partecipanti
Le seguenti giocatrici hanno ricevuto una wild card per il tabellone principale:
- Alison Van Uytvanck
- Yanina Wickmayer

Le seguenti giocatrici sono passate dalle qualificazioni:

- Indy de Vroome
- Francesca Schiavone
- Klaartje Liebens
- Kateryna Bondarenko

## Campionesse

### Singolare
Andrea Petković ha vinto in finale per il ritiro di  Carla Suárez Navarro.
- È il sesto titolo in carriera per la Andrea Petković, il primo del 2015.

### Doppio
Anabel Medina Garrigues /  Arantxa Parra Santonja hanno battuto in finale  An-Sophie Mestach /  Alison Van Uytvanck con il punteggio di 6–4, 3–6, [10–5].